# Ацетилацетонат палладия(II)
Ацетилацетона́т палла́дия(II) — хелатное соединение палладия и ацетилацетона
с формулой Pd(C5H7O2)2,
жёлто-оранжевые кристаллы.

## Получение
- Действие ацетилацетонатом калия на хлорид палладия(II)[1]:

{\displaystyle {\mathsf {PdCl_{2}+2C_{5}H_{7}O_{2}K\ {\xrightarrow {}}\ Pd(C_{5}H_{7}O_{2})_{2}+2KCl}}}

## Физические свойства
Ацетилацетонат палладия(II) образует жёлто-оранжевые кристаллы моноклинной сингонии, пространственная группа P 21/n, параметры ячейки a = 1,079 нм, b = 0,519 нм, c = 1,016 нм, β = 93°, Z = 2.
Растворяется в бензоле, ацетоне и хлороформе,
слабо растворим в метаноле и этаноле,
нерастворим в воде.

## Применение
- Используется при очистке палладия.
- Катализатор в органическом синтезе.
- Используется при нанесении палладиевых покрытий.